# Aleksey Yevgrafovich Favorsky
Aleksei Yevgrafovich Favorskii, (tiếng Nga: Алексей Евграфович Фаворский) Pavlovo, Nizhny Novgorod Governorate, 20 tháng 2 [lịch cũ 3 tháng 3] năm 1860; Leningrad - 8 tháng 8 năm 1945) là một nhà hóa học Xô viết - Nga.

## Cuộc sống
Favorskii học hóa tại Đại học Hoàng gia Sankt Peterburg từ năm 1878 cho đến 1882. Ông tham gia làm việc tại phòng thí nghiệm của Aleksandr Butlerov một vài năm, và vào năm 1891 ông trở thành giảng viên đại học. Năm 1895, Favorskii nhận bằng PhD và trở thành giáo sư công nghệ hóa học. Việc ông tìm ra bố cục Favorskii năm 1894 và phản ứng Favorskii giữa năm 1900 và 1905 được đặt theo tên ông. Ông chuyển sang làm việc trong ngành vô cơ năm 1897, và làm chủ tịch từ năm 1934 đến năm 1937. Vì phát minh cải tiến tạo ra cao su tổng hợp của ông, Favorskii được trao thưởng giải thưởng Stalin năm 1941.
Favorskii mất năm 1945 và được chôn cất tại nghĩa trang Volkovskoye Orthodox.